# János Zsombolyai
János Zsombolyai (ur. 30 stycznia 1930 w Budapeszcie, zm. 4 stycznia 2015) – węgierski reżyser, scenarzysta, operator filmowy.

## Życiorys
W latach 1957–1961 uczęszczał do Akademii Filmowej i Teatralnej w Budapeszcie. Po zakończeniu nauki w latach 1961–1966 kamerzysta i dokumentalista w Magyar Televízió. Od 1965 docent w węgierskiej szkoły filmowej, a od 1997 profesor. 

## Filmografia
- 1968: Forbidden Ground
- 1971: Horizon
- 1979: A Nice Neighbor
- 1985: Return
- 1987: Hungarian Rhapsody: Queen Live in Budapest ’86
- 1989: Sentenced to Death